# 1902

## Събития
- 3 януари (21 декември 1901 стар стил) – Съставено е двадесет и третото правителство на България, начело със Стоян Данев.
- 6 март – създаден е испанският футболен клуб Реал Мадрид.
- 17 септември – Основан е германският футболен клуб МСВ Дуисбург.
- 15 ноември (2 ноември стар стил) – Съставено е двадесет и четвъртото правителство на България, начело със Стоян Данев.
- 11 октомври – Създадена е компанията Гибсън Корпорейшън – производител на акустични и електрически китари.
- Открито е метрото в Берлин.
- Основан е литературният кръг „Мисъл“, в който участват д-р Кръстю Кръстев, Петко Славейков, Петко Юрданов Тодоров и Пейо Яворов.

## Родени
- Димитър Гюзелов, български революционер († 1945 г.)
- Мара Бунева, българска революционерка († 1928 г.)
- Николай Камов, руски/съветски авиоконструктор († 1973 г.)
- Петър Къртевски, български футболист
- 1 януари – Никола Кенов, български диригент и композитор († 1968 г.)
- 8 януари
  - Георгий Маленков, съветски политик († 1988 г.)
  - Карл Роджърс, американски хуманистичен психолог († 1987 г.)
- 17 януари – Леонид Трауберг, руски сценарист, кинорежисьор, изследовател и педагог († 1990 г.)
- 19 януари – Георгий Острогорски, руски византолог († 1976 г.)
- 25 януари – Петър Панчевски, български и съветски генерал († 1982 г.)
- 31 януари – Алва Мюрдал, шведска писателка († 1986 г.)
- 1 февруари – Лангстън Хюз, американски поет († 1967 г.)
- 4 февруари – Чарлз Линдберг, американски авиатор († 1974 г.)
- 12 февруари – Светослав Минков, български писател († 1966 г.)
- 24 февруари – Борис Левиев, български диригент и композитор († 1968 г.)
- 25 февруари – Никола Илчев, български борец, боксьор и кечист († 1975 г.)
- 27 февруари – Джон Стайнбек, американски писател, лауреат на Нобелова награда за литература през 1962 г. († 1968 г.)
- 15 март – Иван Унджиев български професор – историк († 1979 г.)
- 20 април – Веселин Стоянов, български композитор († 1969 г.)
- 23 април
  - Халдор Лакснес, исландски писател, лауреат на Нобелова награда за литература през 1955 г. († 1998 г.)
  - Халдоур Лакснес, исландски писател († 1998 г.)
- 2 май – Алан Маршал, австралийски писател († 1984 г.)
- 5 май – Димитър Стоевски, български писател и преводач († 1981 г.)
- 11 май – Кирил Москаленко, съветски маршал († 1985 г.)
- 17 май – Иван Ненов, български художник († 1997 г.)
- 25 май – Стале Попов, писател от Република Македония († 1965 г.)
- 2 юни – Пеньо Колев, български строител († 1987 г.)
- 15 юни – Ерик Ериксън, германски прихолог и психоаналитик († 1994 г.)
- 18 юни – Петко Задгорски, български художник († 1974 г.)
- 1 юли – Уилям Уайлър, американски кино режисьор († 1981 г.)
- 4 юли – Майър Лански, американски мафиот († 1983 г.)
- 22 юли – Мими Балканска, българска оперна и оперетна певица († 1984 г.)
- 28 юли – Карл Попър, британски философ († 1994 г.)
- 5 август – Ценко Бояджиев, български художник († 1972 г.)
- 16 август – Павел Попов, български агроном († 1988 г.)
- 17 август – Методи Андонов-Ченто, македонски политик и антифашист († 1957 г.)
- 21 август – Ангел Каралийчев, български писател († 1972 г.)
- 21 септември – Луис Сернуда, испански поет († 1963 г.)
- 24 септември – Рухолах Хомейни, ирански политик и духовник († 1989 г.)
- 16 октомври – Фани Попова-Мутафова, българска писателка († 1977 г.)
- 28 октомври – Жак Натан, български икономист, политик и академик († 1974 г.)
- 31 октомври – Абрахам Валд, американски математик († 1950 г.)
- 1 ноември – Ойген Йохум, германски диригент († 1987 г.)
- 9 ноември – Митрофан Неделин, маршал от Съветската армия († 1960 г.)
- 18 ноември – Жорж Алека Дамас, габонски политик († 1982 г.)
- 21 ноември
  - Исаак Башевис Сингер, писател († 1991 г.)
  - Ференц Хирзер, унгарски футболист и треньор († 1957 г.)
- 30 ноември – Евгений Петров, руски писател сатирик († 1942 г.)
- 3 декември – Кирил Мирчев, български езиковед, член-кореспондент на БАН († 1975 г.)
- 5/18 декември – Владимир Христов, български геодезист († 1979 г.)
- 17 декември – Алберт Драх, германски писател († 1995 г.)
- 19 декември – Сър Ралф Ричардсън, английски актьор († 1983 г.)
- 20 декември – Васил Ильоски, македонски писател († 1995 г.)
- 27 декември – Любомир Далчев, български художник и скулптор († 2002 г.)

## Починали
- Дядо Симо, български революционер
- Найден Илчев, политик
- март – Тале Горанов, български революционер
- 2 февруари – Емануил Манолов, български композитор (р. 1860 г.)
- 6 февруари – Васил Кънчов, български учен (р. 1862 г.)
- 18 февруари – Кузман Стефов, български революционер
- 21 март – Михаил Апостолов, български революционер
- 25 март – Методи Патчев,
- 16 май – Михаил Константинович Клодт, руски художник, пейзажист (* 1832 г.)
- 27 май – Агапий Войнов, български просветен деец
- 30 април – Валерий Якоби, руски художник (* 1833 г.)
- 13 юни
  - Марко Лерински, български революционер и войвода (р. 1862 г.)
  - Дине Абдураманов, български революционер
- 4 юли – Свами Вивекананда, индийски гуру
- 22 юли – Михаил Векилски, български просветен деец
- 25 юли – Никола Козлев, български книжовник и революционер
- 28 септември
  - Дине Клюсов, български революционер
  - Йосиф Иванович, румънски композитор
- 29 септември – Емил Зола, френски писател и критик (р. 1840 г.)
- 17 декември – Димитро Папазоглу, български предприемач
- 22 декември – Рихард фон Крафт-Ебинг, германски психиатър
- 30 декември – Стефан Любомски, български военен деец

## Нобелови награди
- Физика – Хендрик Лоренц, Питер Зееман
- Химия – Херман Емил Фишер
- Физиология или медицина – Роналд Рос
- Литература – Теодор Момзен
- Мир – Ели Дюкомен, Шарл Албер Гоба